# Hristo Petrov
Hristo Petrov, né le 19 décembre 1979 à Sofia, est un homme politique bulgare.

## Biographie
Hristo Petrov est né le 19 décembre 1979 à Sofia. Il est diplômé de la Nouvelle Université bulgare. Il a été député à l'Assemblée nationale de 2021 à 2024. Petrov a été élu député européen aux élections européennes de 2024.